# Здание Коммунальной сберегательной кассы
Здание Коммунальной сберегательной кассы (пол. Budynek dawnej Kasy Oszczędności) — историческое здание, историческо-архитектурный памятник, находящийся в краковском районе Старый город на улице Шпитальная, 13 — 15. Польша. Здание внесено в реестр охраняемых памятников Малопольского воеводства.
.Здание было построено в 1883 году для Коммунальной сберегательной кассы города Кракова. Здание было спроектировано польскими архитекторами Каролем Борковским и Каролем Кнаусом. В 1929—1930 годах здание было расширено по проекту архитекторов Станислава Филипкевича и Юлиуша Колажовского.
Здание известно своими витражами, которыми украшены лестничные проёмы. Эти витражи создал польский художник Юзеф Мехоффер в мастерской «Krakowski Zakład Witrażów S.G. Żeleński» в 1933 году. На первом этаже находится вираж с аллегорией под названием «Экономия» (Oszczędność), а на втором — аллегория под названием «Благосостояние» (Dobrobyt) и латинская сентенция «SUÆ QUISQUE FABER FORTUNÆ» (Каждый кузнец своего счастья).
7 декабря 1983 здание было внесено в реестр памятников культуры Малопольского воеводства (№ А-647).
В настоящее время в здании располагается филиал Банка ПэКаО.

## Галерея

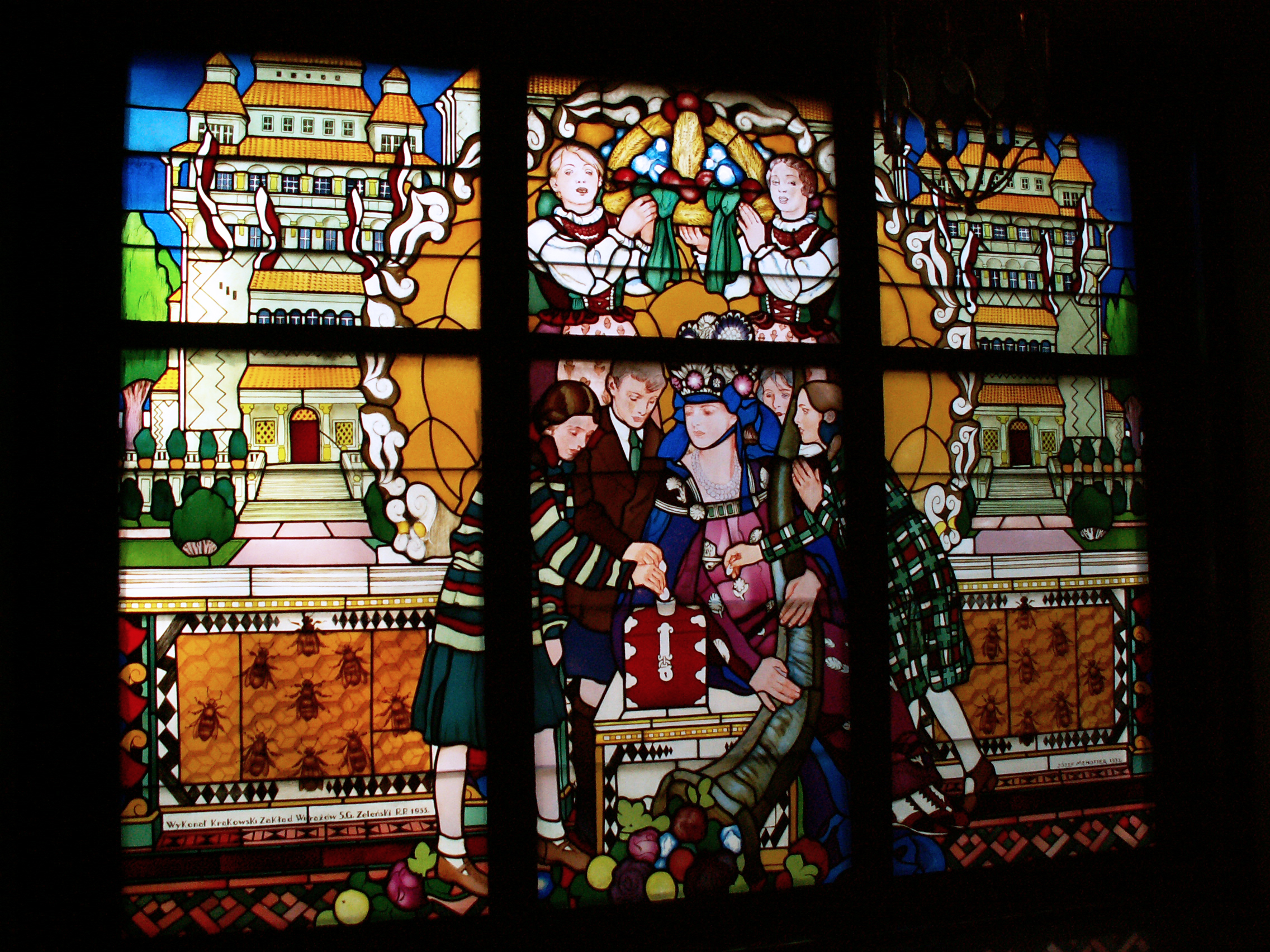
Окно на первом этаже, Аллегория «Экономия», Юзеф Мехоффер, 1933 год
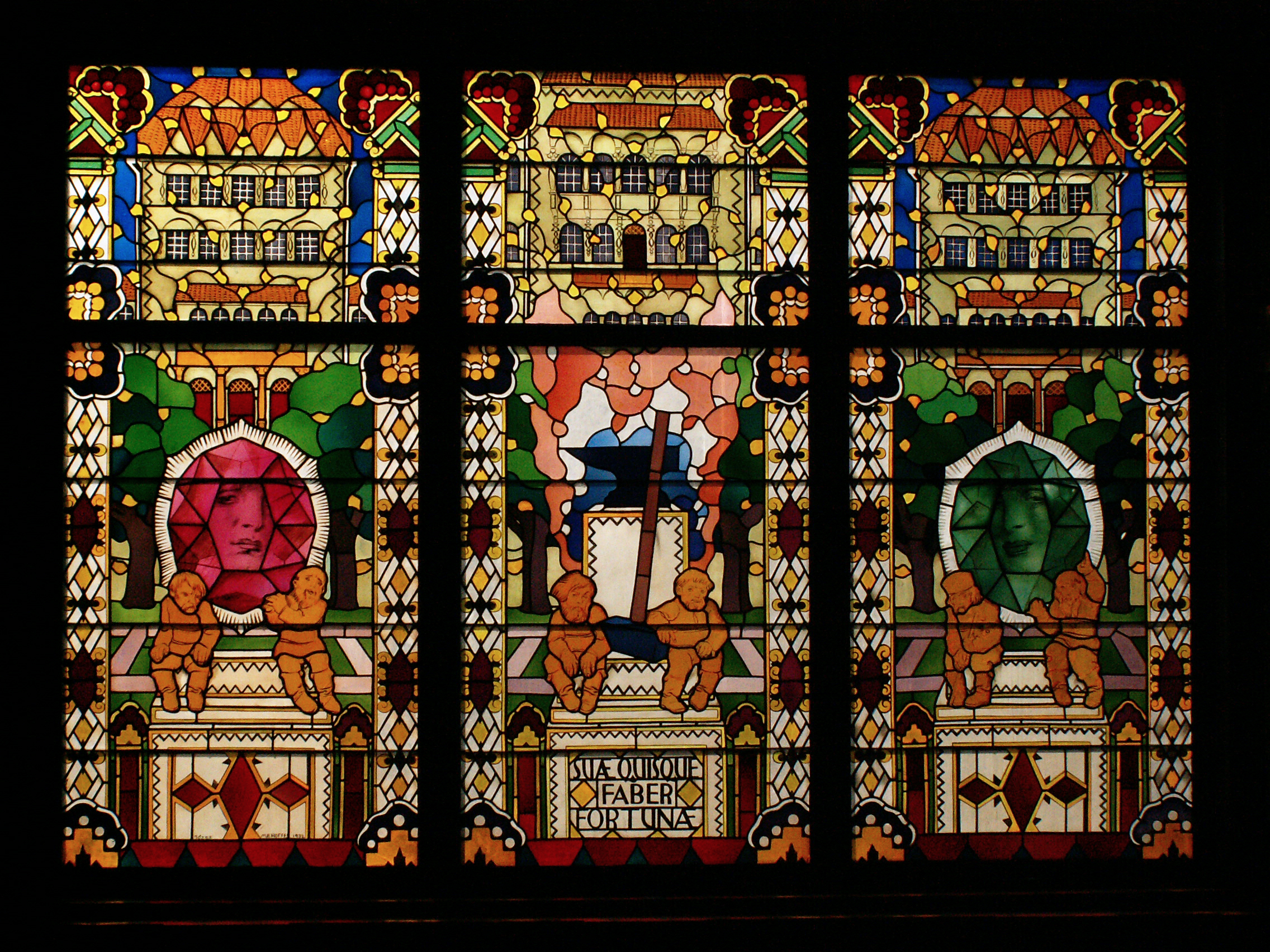
Окно на втором этаже, Аллегория «Благосостояние», витраж, Юзеф Мехоффер, 1933 год